# James Driscoll

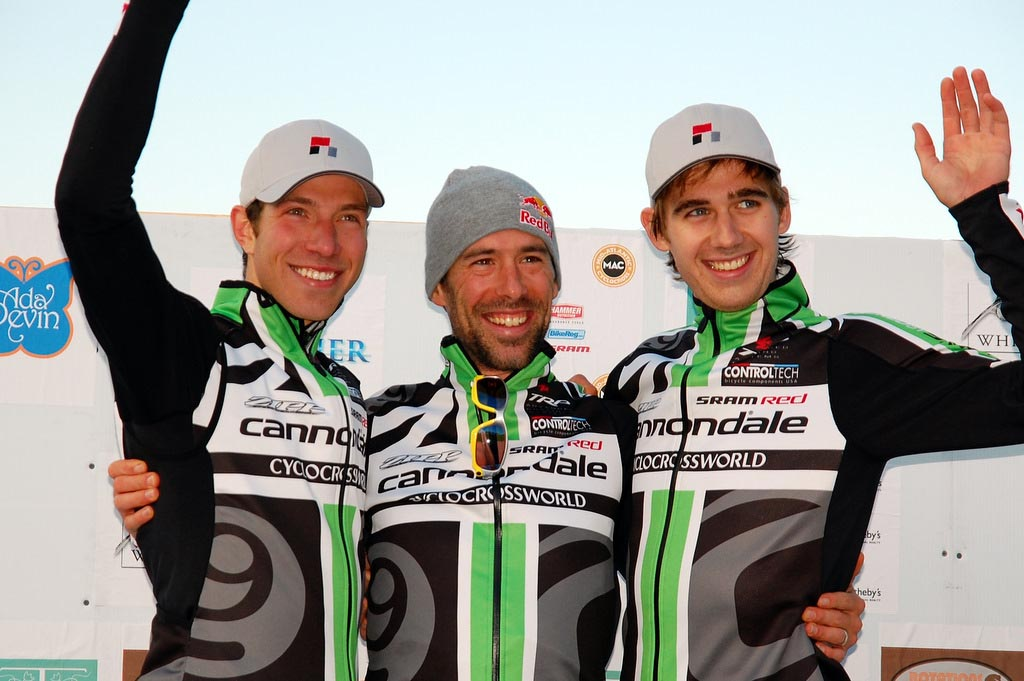
James Driscoll (rechts) mit Jeremy Powers und Tim Johnson vom Cannondale/Cyclocrossworld.com-Team

James Driscoll (* 11. November 1986 in Jericho, Ohio) ist ein ehemaliger US-amerikanischer Cyclocross- und Straßenradrennfahrer.
James Driscoll wurde 2004 in Portland US-amerikanischer Cyclocross-Meister in der Juniorenklasse, nachdem er im Vorjahr Vizemeister wurde. 2007 wurde er auch nationaler Vizemeister in der U23-Klasse. Von 2008 bis Ende der 2010er Jahre gewann er eine Reihe von Crossrennen auf dem nordamerikanischen Kontinent sowie zwei Medaillen bei den Panamerika-Meisterschaften. Im Weltcup oder bei Weltmeisterschaften kam er nicht auf vordere Range. 2019 beendete er seine Karriere.
Auf der Straße gewann James Driscoll 2004 zwei Etappen bei der Junioren-Rundfahrt Tour de l’Abitibi. In der Saison 2008 war er bei einem Rennen in Lake Auburn erfolgreich und er gewann die dritte Etappe der Tour of Pennsylvania nach Bedford.

## Erfolge

### Cyclocross
2003/2004
- US-amerikanischer Meister (Junioren)

2008/2009
- Nittany Lion Cross, Fogelsville
- Catamount Grand Prix, Williston
- Schoolhouse Cyclocross, East Montpelier
- The Cycle-Smart International 1, Northampton
- The Cycle-Smart International 2, Northampton
- Baystate Cyclocross, Sterling
- NBX Grand Prix of Cross #1, Warwick
- NBX Grand Prix of Cross #2, Warwick

2009/2010
- Cross Vegas, Las Vegas
- The Cycle-Smart International 2, Northampton

2010/2011
- Jingle Cross Rock – Rock 1, Iowa City
- Jingle Cross Rock – Rock 3, Iowa City

2011/2012
- Jingle Cross Rock – Rock 1, Iowa City

2012/2013
- Catamount Grand Prix – NECX 2, Williston
- Harbin Park International, Cincinnati
- The Jingle Cross Rock – Rock 1, Iowa City
- CXLA Weekend - Cross after Dark, Los Angeles
- Chicago Cyclocross Cup New Year’s Resolution 2, Bloomingdale

2014/2015
- Gateway Cross Cup 1, St. Louis
- Darkhorse Cyclo-Stampede, Covington
- Jingle Cross 3, Iowa City
- CXLA Weekend 1, Los Angeles
- CXLA Weekend 2, Los Angeles
- Waves for Water Cyclocross 1, Tacoma

2015/2016
- Panamerika-Meisterschaften
- US Open of Cyclocross 1, Boulder
- CXLA Weekend 1 und 2, Los Angeles
- Jingle Cross 3, Iowa City
- Resolution Cross Cup 1 und 2, Garland
- Highlander Cross Cup 1 und 2, Waco

2016/2017
- Resolution Cross Cup 1, Garland

2017/2018
- US Open of Cyclocross 1, Boulder

2018/2019
- Charm City Cross 2, Baltimore

2019/2020
 Panamerika-Meisterschaften

### Straße
2008
- eine Etappe Tour of Pennsylvania

## Teams - Straße
- 2009 Rock Racing
- 2010 Jamis-Sutter Home
- 2011 Jamis-Sutter Home
- 2012 Jamis-Sutter Home
- 2013 Jamis-Hagens Berman